# Хохлов, Иван Михайлович
Ива́н Миха́йлович Хохло́в (1896—1956) — советский военачальник, участник Гражданской войны, боёв на Халхин-Голе и Великой Отечественной войны, Герой Советского Союза (28.04.1945). Генерал-майор (19.04.1945).

## Молодость, первая мировая и гражданская войны
Иван Хохлов родился 6 октября 1896 года в деревне Давыдово (ныне — Холмский район Новгородской области) в крестьянской семье. Русский. Окончил Баховскую церковно-приходскую школу в 1909 году, Волокскую учительскую школу в 1913 году, педагогические курсы в 1915 году.
В августе 1915 года призван в Русскую императорскую армию. Служил в Волынском лейб-гвардии полку до июня 1916 года, когда был направлен на учёбу в Телавскую школу прапорщиков. Окончил её курс и в ноябре 1916 года был произведён в прапорщики. Направлен младшим офицером роты в 2-й Сибирский стрелковый полк (Ташкент). Воевал на Первой мировой войне с июня 1917 года, когда с полком прибыл на фронт. Участвовал в Июньском наступлении. В бою 1 августа 1917 года был ранен. После выздоровления в сентябре зачислен начальником команды конных разведчиков 16-го армейского запасного стрелкового полка Юго-Западного фронта, но 11 сентября был ранен вторично. За боевые отличия досрочно произведён в подпоручики. В феврале 1918 года демобилизован.
В сентябре 1918 года И. М. Хохлов был мобилизован на службу в Рабоче-крестьянскую Красную Армию. Принимал участие в Гражданской войне. Сначала служил в отдельном Василеостровском батальоне в Петрограде. В декабре переведён в 46-й Эстлянский стрелковый полк помощником начальника пулемётной команды, участвовал в обороне Петрограда. В бою 20 мая 1919 года был тяжело ранен, лечился в госпитале в Рыбинске, затем состоял в команде выздоравливающих в Детском Селе. С октября 1919 года служил в 3-м Петроградском запасном полку на должностях командира пулемётного взвода, помощника начальника и начальника пулемётной команды. В его составе вновь воевал против войск генерала Н. Н. Юденича, был контужен. С начала 1920 года — начальник пулемётной команды 501-го стрелкового полка 56-й Московской стрелковой дивизии 15-й армии Западного фронта. Воевал против польских войск в советско-польской войне, был ещё раз контужен. За храбрость награждён орденом Красного Знамени.
С октября 1920 года полк находился на границе с Эстонией. В марте 1921 года участвовал в подавлении Кронштадтского восстания. Затем с полком служил в Петроградском военном округе.

## Межвоенное время
С июля 1922 года служил в 168-м стрелковом полку 56-й стрелковой дивизии Петроградского ВО: начальник пулемётной команды, помощник командира и командир батальона. Летом 1922 года в составе сводного отряда участвовал в борьбе с бандитизмом в Новгородской и Псковской губерниях. В 1926 году окончил пулемётное отделение Стрелково-тактических курсов усовершенствования комсостава РККА имени III Коминтерна «Выстрел». С ноября 1926 года — командир батальона в 129-м стрелковом полку 43-й стрелковой дивизии Ленинградского ВО. С февраля 1931 по август 1934 года — помощник начальника отдела боевой подготовки штаба Белорусского военного округа. В 1929 году вступил в ВКП(б).
В 1934 году окончил академические курсы технического усовершенствования комсостава при Военной академии механизации и моторизации РККА имени И. В. Сталина. С 1934 года — помощник начальника 1-го отделения штаба 4-й механизированной бригады в Белорусском ВО. С января 1935 года — помощник начальника оперативного отделения штаба Белорусского ВО. С марта 1938 — командир отдельного танкового батальона 64-й стрелковой дивизии этого округа, а с апреля 1939 года — командир учебного танкового батальона 16-й мотомеханизированной бригады там же. В июле 1939 года направлен в войска, сражавшиеся с японцами на Халхин-Голе, на должность старшего помощника начальника боевой подготовки штаба 1-й армейской группы. Отличился в боях, за что удостоен советских и монгольских наград.
С января 1940 года — старший помощник начальника боевой подготовки штаба 17-й армии Забайкальского военного округа. В феврале 1941 года переведён начальником отдела кадров этой армии.

## Великая Отечественная война
В начале войны продолжал службу в этой должности. С января 1942 по июнь 1943 года командовал 57-й мотострелковой дивизией Забайкальского фронта. Затем его направили на учёбу. В 1944 году он окончил ускоренный курс Высшей военной академии имени К. Е. Ворошилова.
С марта того же года — на фронтах Великой Отечественной войны. В этом месяце полковник Хохлов был назначен командиром 202-й стрелковой дивизией 27-й армии 2-го Украинского фронта. В этой армии дивизия воевала до конца войны, участвуя в Уманско-Ботошанской, Ясско-Кишинёвской, Бухарестско-Арадской, Дебреценской наступательных операциях.
Командир 202-й стрелковой дивизии 33-го стрелкового корпуса 27-й армии 2-го Украинского фронта полковник И. М. Хохлов отличился в ходе Будапештской наступательной операции. На первом этапе операции, наступая с 11 ноября 1944 года дивизия Хохлова, прорвала мощную вражескую оборону, отразила серию немецких контрударов и 3 декабря овладела крупным городом Мишкольц в Венгрии. Затем с 3 по 20 декабря, она преодолела с боями 60 километров по труднопроходимой горно-лесистой местности, заняла с боем 14 населённых пунктов и вышла к границе Венгрии с Чехословакией. Во время боёв дивизией было уничтожено большое количество вражеской боевой техники и живой силы: уничтожено 2186 и пленено 179 солдат и офицеров, уничтожено 7 артиллерийских и 8 миномётных батарей, 6 артиллерийских орудий, 133 пулемёта. Захвачены значительные трофеи.
Указом Президиума Верховного Совета СССР от 28 апреля 1945 года полковнику Ивану Михайловичу Хохлову присвоено звание Героя Советского Союза с вручением ордена Ленина и медали «Золотая Звезда».
В завершающий год войны дивизия под его командованием участвовала в Балатонской оборонительной, в Венской и Грацско-Амштеттенской наступательных операциях. Победу встретил в Австрийских Альпах.

## Послевоенные годы
После окончания войны Хохлов продолжил службу в Советской Армии. С мая 1945 года находился в распоряжении Главного управления кадров НКО СССР, с августа — в распоряжении Главнокомандующего советскими войсками на Дальнем Востоке Маршала Советского Союза А. М. Василевского. Участвовал в советско-японской войне, выполняя ряд ответственных поручений маршала. С сентября 1945 по июнь 1947 года — командир 36-й мотострелковой дивизии Забайкальско-Амурского военного округа. С октября 1947 года — начальник Управления боевой подготовки штаба Одесского военного округа. С января 1951 года — заместитель командира 86-го стрелкового корпуса в Забайкальском военном округе, с октября 1951 года —  начальник Управления боевой и физической подготовки штаба этого округа. В августе 1954 года генерал-майор И. М. Хохлов уволен в запас.
Проживал в Москве. Умер 27 февраля 1956 года, похоронен на Преображенском кладбище.

## Награды
- Герой Советского Союза (28.04.1945)
- Два ордена Ленина (21.02.1945, 28.04.1945)
- Четыре ордена Красного Знамени (1920, 1939, 3.11.1944, 20.06.1949)
- Орден Суворова 2-й степени (13.09.1944)
- Медали СССР
- Ордена и медали иностранных государств:
  - Крест «За выдающиеся заслуги» (США, 25.01.1945)[3][4]
  - Военный крест 1939 года (Чехословакия)
  - Орден «За боевые заслуги» (Монголия)
  - Знак «Участнику боёв у Халхин-Гола»

## Память
- Именем И. М. Хохлова названа улица в городе Холм.